# Marcelle Neveu
Marcelle Marie Georgette Neveu, född 2 november 1906 i Ravigny, Mayenne, död 3 juni 1993 i Saint-Junien, Haute-Vienne, var en fransk friidrottare med medeldistanslöpning som huvudgren. Neveu blev guldmedaljör vid de tredje Monte Carlospelen 1923 och silvermedaljör vid de andra Monte Carlospelen 1922 och var en pionjär inom damidrotten.

## Biografi
Marcelle Neveu föddes 1906 i norra Frankrike. Under ungdomstiden var hon aktiv friidrottare och gick senare med i kvinnoidrottsföreningen "La Clodo" (Union Athlétique Clodoaldienne) i Saint-Cloud, hon tävlade för klubben under hela sin aktiva tid. Hon tävlade främst i medeldistanslöpning men även i terränglöpning och kastgrenar diskuskastning och kulstötning.
1922 deltog hon i sina första franska mästerskap (Championnats de France d'Athlétisme – CFA) då hon blev fransk mästare när hon tog guldmedalj i terränglöpning vid tävlingar 12 mars på Stade du Métropolitan i Chaville. I april samma år deltog hon vid den andra damolympiaden i Monte Carlo. Under idrottsspelen vann hon silvermedalj i löpning 800 meter. 25 juni samma år blev hon även fransk mästare i löpning 1000 meter vid tävlingar på Stade du Métropolitan Club i Colombes, segertiden var fransk rekord.
1923 blev hon åter fransk mästare i terränglöpning vid tävlingar 4 mars på Porte de Saint-Cloud i Paris, i april deltog hon vid den tredje damolympiaden i Monte Carlo. Under idrottsspelen vann hon guldmedalj i löpning 800 meter. 15 juli blev hon igen även fransk mästare i löpning 1000 meter vid tävlingar i Bourges.
1924 försvarade hon mästartiteln i terränglöpning vid tävlingar 23 mars på Parc de Saint-Cloud i Paris. Vid mästerskapen 14 juli på Pershingstadion i Paris tog hon 4.e plats i löpning 1000 meter.
1925 tog hon åter 4.e plats i terränglöpning vid tävlingar 22 mars på Parc de Saint-Cloud. Vid mästerskapen 12 juli i Colombes tog hon bronsmedalj i löpning 1000 meter.
1926 tog hon bronsplats i terränglöpning vid tävlingar 21 mars i Meudon. Vid mästerskapen 14 juli i Bry-sur-Marne tog hon silvermedalj i löpning 1000 meter.
1928 blev hon fransk mästare i löpning 800 meter vid tävlingar 15 juli på Porte Dorée i Paris, segertiden var fransk rekord. Senare samma år deltog hon vid Olympiska spelen i Amsterdam där hon åter tävlade i löpning 800 meter, hon slutade på 6.e plats i uttagningsheat 3. Därefter drog hon sig tillbaka från tävlingslivet.